# Ivar Eriksen
Ivar Eriksen (n. 7 martie 1942, Comuna Hamar, Hedmark, Norvegia) este un patinator de viteză ce a reprezentat Norvegia, medaliat olimpic. A participat la 2 ediții ale Jocurilor Olimpice (1964, 1968) în care a câștigat o medalie de argint.